# Bat Country
«Bat Country» es un sencillo de la banda estadounidense heavy metal Avenged Sevenfold del álbum City of Evil. La canción está basada en el libro de Hunter S. Thompson, Fear and Loathing in Las Vegas. El título viene de una línea de la adaptación cinmatográfica del libro, en la que el personaje principal está en medio de un viaje alucinatorio y donde ve murciélagos, dice "We can't stop here. This is bat country" (No podemos parar aquí. Esto es el país de los murciélagos"'). La canción aparece en Rocksmith 2014, SSX On Tour, Madden NFL 06, en Guitar Hero: Warriors of Rock y en Saints Row 2.

## Video musical
El vídeo de esta canción fue dirigido por Marc Klasfeld y muestra varias imágenes simbólicas y referencias al ya mencionado libro de Thompson. El vídeo se centra en la habitación de hotel donde el grupo está tocando, rodeados de bailarinas eróticas. También hay una escena en la que el grupo está montado en un coche descapotable, rodeados por una nube de murciélagos. Luego, aparecen en un club de estriptis, rodeados de estríperes cuyas lenguas son similares a las de los lagartos, además de que en pequeñas partes del video se puede apreciar a las mismas mujeres con cola de lagarto. También en varias partes se puede ver gente con caras o cuerpos deformes. El vídeo fue grabado en los alrededores del desierto de Las Vegas.

## Posicionamiento en listas y certificaciones
| Lista (2005)                              | Mejor posición |
| ----------------------------------------- | -------------- |
| Estados Unidos (Billboard Hot 100)        | 60             |
| Estados Unidos (Modern Rock Tracks)       | 6              |
| Estados Unidos (Mainstream Rock Tracks)   | 2              |
| Reino Unido (The Official Charts Company) | 84             |

| País           | Organismo certificador | Certificación | Ventas  | Ref.  |
| -------------- | ---------------------- | ------------- | ------- | ----- |
| Estados Unidos | RIAA                   | Disco de Oro  | 500 000 | [ 3 ] |